# Рола (Канзас)
Рола (енгл. Rolla) град је у америчкој савезној држави Канзас.

## Демографија
По попису из 2010. године број становника је 442, што је 40 (-8,3%) становника мање него 2000. године.
| Група             | 2000.       | 2010.       |
| Белци             | 356 (73,9%) | 316 (71,5%) |
| Афроамериканци    | 0 (0,0%)    | 5 (1,1%)    |
| Азијати           | 2 (0,4%)    | 2 (0,5%)    |
| Хиспаноамериканци | 108 (22,4%) | 107 (24,2%) |
| Укупно            | 482         | 442         |